# Peter Kauffeldt
Peter Kauffeldt (født 12. januar 1945) er tidligere direktør for Scleroseforeningen.
Kauffeldt er uddannet i erhvervslivet, hos A.P. Møller-Mærsk, og var blandt andet udstationeret i Italien for firmaet. Han var også ansat hos Sadolin & Holmblad.
I 1980 skiftede Peter Kauffeldt til den humanitære verden. Han kom til Kræftens Bekæmpelse og var vicedirektør i foreningen, indtil han i 1986 blev en drivende kraft i opbygningen af Ældre Sagen. 1. juni 1994 blev han ansat som direktør i Scleroseforeningen, hvilket han var indtil januar 2010. 2002 blev han valgt til præsident for Den Europæiske Scleroseorganisation.
2009 blev han Ridder af Dannebrog og han modtog Scleroseforeningens pris "Scleroseprisen".

## Personlige liv
Peter er gift med Marianne (født 1944) siden 1969 og sammen har de 3 børn: Jesper (født 1970), Mette (født 1972) og Jakob (født 1979). Han har 3 børnebørn alle født af datteren Mette (& Michael Mottlau): Oskar (født 2002), Johan (født 2004) og Albert (født 2010).

## Karriere
- 1963-1972  Rederiet A.P. Møller, befragter (udstationeret Italien 3½ år)
- 1972-1973  Handelsministeriet, eksportstipendiat i Milano
- 1973-1975  Icopal, koncern eksportchef
- 1975-1977  Hempel, divisions chef
- 1977-1980  Sadolin Industri, adm. direktør
- 1980-1986  Kræftens Bekæmpelse, vicedirektør
- 1986-1994  Ældre Fonden og Ældre Sagen, direktør (og medstifter)
- 1994-2010  Scleroseforeningen, adm. direktør
- 2012-      Rejseleder til Italien og Sardinien for Nyhavn Rejser

## Tillidshverv
I december 2014 har han følgende tillidshverv, der alle knytter sig til den humanitære verden:
- Medlem af bestyrelsen og Nominating Committee i den globale scleroseorganisation MSIF (Multiple Sclerosis International Federation)
- Medlem af bestyrelsen for PLAN Danmark
- Medlem af Repræsentantskabet for EGV (Ensomme Gamles Værn)